# Daniel Horlaville
Daniel Horlaville (Oissel, 1945. szeptember 22. – Oissel, 2019. április 28.) válogatott francia labdarúgó, középpályás.

## Pályafutása

### Klubcsapatban
1953-ban a CA Oissel korosztályos csapatában kezdte a labdarúgást. 1963 és 1971 között a harmadosztályú US Quevilly együttesében játszott amatőrként. 1971–72-ben a Paris SG, 1972 és 1974 között a Paris FC, 1974 és 1978 között az FC Rouen játékosa volt. 1978 és 1985 között az ötödosztályú CMS Oissel csapatában szerepelt és itt fejezte be az aktív labdarúgást.

### A válogatottban
A francia válogatott tagjaként részt vett az 1968-as mexikóvárosi olimpián, ahol negyeddöntőig jutott a csapattal és egy gólt szerzett a tornán. 1969. április 30-án a Románia elleni párizsi mérkőzésen egy alkalommal szerepelt az A-válogatottban. A második világháború után az egyetlen olyan labdarúgó, aki amatőrként válogatott lett Franciaországban.

## Statisztika

### Mérkőzése a francia válogatottban
| Franciaország | Franciaország     | Franciaország            | Franciaország | Franciaország | Franciaország | Franciaország | Franciaország | Franciaország |
| #             | Dátum             | Helyszín                 | Hazai         | Eredmény      | Vendég        | Kiírás        | Gólok         | Esemény       |
| ------------- | ----------------- | ------------------------ | ------------- | ------------- | ------------- | ------------- | ------------- | ------------- |
| 1.            | 1969. április 30. | Párizs, Parc des Princes | Franciaország | 1 – 0         | Románia       | barátságos    | -             |               |
|               | Összesen          |                          |               | 1             | mérkőzés      |               | 0             | gól           |